# Lehuși, Lîpova Dolîna
Lehuși (în ucraineană Легуші) este un sat în comuna Vesele din raionul Lîpova Dolîna, regiunea Sumî, Ucraina.

## Demografie
Componența lingvistică a localității Lehuși
     Ucraineană (100%)
Conform recensământului din 2001, toată populația localității Lehuși era vorbitoare de ucraineană (100%).